# Disguises
Disguises — дебютный альбом британской electro punk группы Robots in Disguise, выпущенный в 2001 году.

## Список композиций
Все треки написаны группой Robots in Disguise.
1. «Boys» — 5:06
2. «Postcards from…» — 4:06
3. «DIY» — 5:55
4. «Bed Scenes» — 3:51
5. «Argument» — 6:00
6. «Hi-Fi» — 3:20
7. «Mnemonic» — 3:47
8. «Transformer» — 4:10
9. «50 Minutes» — 4:21
10. «What Junior Band Did Next» — 4:18
11. «Cycle Song» — 3:51

## Участники записи

### Robots in Disguise
- Dee Plume — вокал, гитары
- Sue Denim — вокал, гитары

### Приглашённые исполнители
- David Westlake — барабанная установка
- Paul Stone — барабанная установка

### Производство
- Chris Corner — продюсер, микширование, сведение
- Noel Fielding — художественное оформление